# Casa Harewood
La casa Harewood (en inglés: Harewood House, se pronuncia /'hɑːwʊd̜/) es una de las mansiones campestres más grandes y suntuosas del Reino Unido, famosa por su colección privada de pintura y artes decorativas. Se ubica cerca de la población de Harewood, no lejos de Leeds, en el condado de Yorkshire del Oeste, Inglaterra.
La mansión fue construida entre 1759 y 1771 para la familia Lascelles, que había amasado su fortuna en el Caribe por medio de posesiones de haciendas, comercio de esclavos y préstamos a plantadores. A día de hoy, toda la propiedad sigue perteneciendo a los Lascelles, si bien está abierta al público y alquila algunos de sus espacios para actos sociales.
En Harewood House se combinó el talento de ilustres arquitectos y decoradores a lo largo de más de un siglo. Fue proyectada por John Carr y por Robert Adam, gran parte de su mobiliario fue diseñado por Thomas Chippendale en el siglo XVIII y Lancelot "Capability" Brown diseñó los jardines, a los cuales Sir Charles Barry añadió una gran terraza en 1844.

## Historia

### Historia temprana
La finca Harewood se creó en su tamaño actual mediante la fusión de dos fincas adyacentes, la finca Harewood Castle basada en Harewood Castle y la finca Gawthorpe basada en la casa solariega Gawthorpe Hall. Las propiedades se combinaron cuando los Wentworth de Gawthorpe, que habían heredado esa propiedad de los Gascoigne, compraron la propiedad vecina de Harewood a la familia Ryther. La propiedad combinada se vendió posteriormente al comerciante londinense Sir John Cutler en 1696, después de cuya muerte pasó a la familia Boulter. Ellos a su vez lo vendieron a Lascelles en 1721.

### La familia Lascelles
A fines del siglo XVII, los miembros de la familia Lascelles compraron plantaciones en las Indias Occidentales y los ingresos generados permitieron que Henry Lascelles comprara la propiedad en 1738; su hijo, Edwin Lascelles, primer barón Harewood, que era dueño de plantaciones y esclavos, construyó la casa entre 1759 y 1771 para reemplazar a Gawthorpe Hall, la casa señorial original de la finca.
Edwin inicialmente contrató los servicios de John Carr, un arquitecto que ejercía en el norte de Inglaterra y anteriormente empleado por varias familias prominentes de Yorkshire para diseñar sus nuevas casas de campo. Los cimientos se colocaron en 1759 y la casa se completó en gran parte en 1765. Robert Adam presentó diseños para los interiores, que fueron aprobados en 1765. Adam hizo una serie de modificaciones menores a los diseños de Carr para el exterior del edificio, que incluyen patios internos. La casa permaneció prácticamente intacta hasta la década de 1840, cuando Henry Lascelles, tercer conde de Harewood, padre de trece hijos, contrató a Sir Charles Barry para aumentar el alojamiento. Barry agregó segundos pisos a cada una de las alas laterales para proporcionar dormitorios adicionales, eliminó el pórtico sur y creó parterres y terrazas formales.

### sigloXX
En 1922, Henry Lascelles, vizconde de Lascelles, se casó con la princesa María, la única hija de Jorge V. Inicialmente viviendo en el cercano Goldsborough Hall, la pareja se mudó permanentemente a Harewood House tras la muerte del padre de Henry en 1929.
Durante la Segunda Guerra Mundial, la casa actuó como un hospital de convalecencia para residentes, pero a fines de la década de 1940, la Princesa Real y su familia se mudaron permanentemente a Harewood, donde la casa y los jardines se abrían regularmente al público. y la celebración regular de conciertos relacionados con los establecimientos musicales, incluida la Orquesta Sinfónica de Yorkshire y el Festival Musical de Leeds, del cual la Princesa fue patrocinadora. El 28 de marzo de 1965, estaba caminando por los terrenos de Harewood cuando sufrió un infarto fatal. Su hijo mayor, Lord Harewood, el séptimo conde, sucedió a su padre en 1947 y residió en Harewood. Fue director de la Royal Opera House y más tarde de la English National Opera; más cerca de Harewood, fue miembro del comité ejecutivo del Festival de Música de Leeds y patrocinador de los conciertos de la Orquesta Sinfónica de Yorkshire.
Desde 1947, la Dower House de la finca, que se encuentra fuera de los límites de la finca, se ha alquilado para su uso como escuela independiente.
El artista Thomas Girtin dibujó la mansión muchas veces. El primer libro de guía para visitantes, interesados en su imponente arquitectura y su bella colección de artes, fue publicado a principios del siglo XIX.

### sigloXXI
La casa es la sede familiar de la familia Lascelles y el hogar de David Lascelles, el octavo conde. La casa y los terrenos se transfirieron a una estructura de propiedad fiduciaria administrada por Harewood House Trust y están abiertos al público la mayor parte del año. Harewood ganó el premio Gran atracción para visitantes del año en los premios nacionales a la excelencia en Inglaterra de 2009.
Harewood alberga una colección de pinturas de maestros del Renacimiento italiano, retratos familiares de Sir Joshua Reynolds, John Hoppner y Sir Thomas Lawrence, y arte moderno recopilado por el séptimo conde y la condesa. Las exposiciones temporales cambiantes se llevan a cabo cada temporada en la Galería de la Terraza. Las instalaciones de catering de la casa incluyen excelentes restaurantes con estrellas Michelin.
Además de recorridos por la casa y los terrenos, Harewood tiene más de 100 acres (40 ha) de jardines, incluido un jardín del Himalaya y su estupa, un jardín educativo para pájaros, un parque de aventuras y la histórica Iglesia de Todos los Santos con sus tumbas de alabastro. . Desde mayo de 2007 hasta octubre de 2008, los terrenos albergaron el primer planetario de Yorkshire, el Yorkshire Planetarium.

## Tesoros artísticos
La mansión Harewood sobresale por sus suntuosos interiores y ricas colecciones. Su salón más espectacular, denominado La Galería y tapizado en rojo, fue diseñado por Robert Adam. Éste ideó para los ventanales unos llamativos doseles, que están tallados en madera con tal virtuosismo que imitan perfectamente los pliegues de tejido. La Galería mide 24 metros de largo; alberga muchas de las mejores pinturas de la casa. Al igual que otras estancias, se ofrece bajo pago para la celebración de actos sociales. 

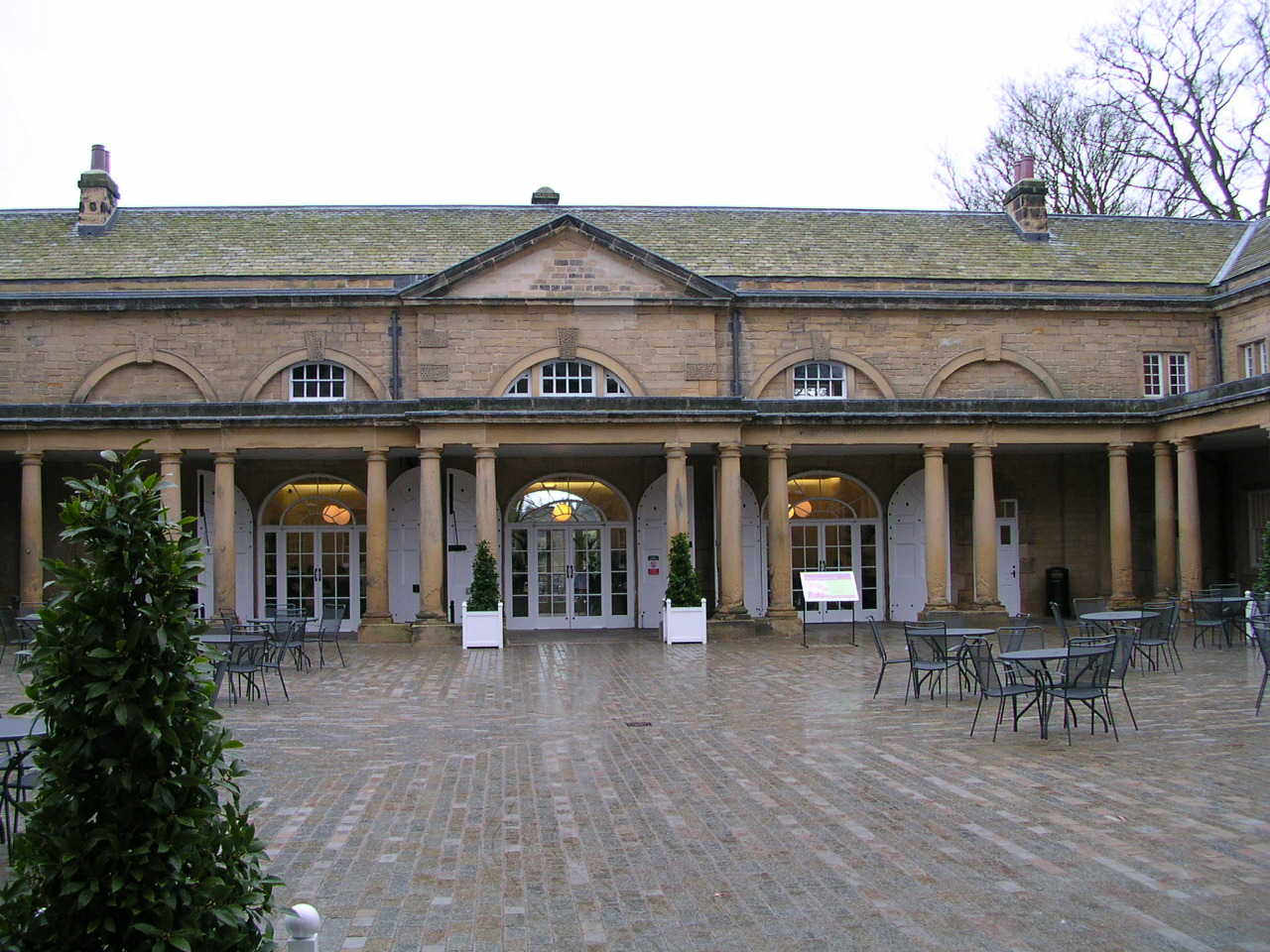
Edificio de los antiguos establos, reconvertido para atender a los turistas

Hay que reseñar así mismo que Harewood House no cuenta con una sola biblioteca, sino con tres. 
Desde fecha reciente, se exhibe en un dormitorio un excepcional conjunto de papel pintado chino, del siglo XVIII, que había permanecido enrollado y deteriorado durante largo tiempo hasta su hallazgo en 1988. Es considerado único en el mundo. Igualmente dignos de mención son una cama con dosel y una cómoda diseñados por Thomas Chippendale, que se cuentan entre sus mejores obras, y un juego de té que perteneció a la reina María Antonieta y que de hecho fue citado en el inventario de sus bienes.
Las colecciones artísticas de Harewood House son muy ricas, si bien ya no cuentan con dos pinturas muy relevantes, ahora en la National Gallery de Londres: La muerte de Acteón de Tiziano Vecellio (vendida en 1972) y Retrato de un caballero de la familia Soranzo de Paolo Veronese en 2022 . A pesar de ello, aún subsiste en la mansión un importante conjunto de pintura italiana: Giovanni Bellini (La Virgen y el Niño con donante), Cima da Conegliano (un famoso San Jerónimo en el desierto), Vincenzo Catena, Tiziano (Estudio para retrato de Francisco I), Mariotto Albertinelli, El Greco (una Fábula muy similar a la del Museo del Prado)... Hay también una selección de los mejores retratistas ingleses, como Gainsborough, George Romney y Joshua Reynolds. Hay que subrayar la presencia de varias obras de Turner, entre ellas dos pinturas al óleo que fueron encargadas expresamente para el mismo salón donde aún se hallan. Otros autores representados son Walter Richard Sickert, Winterhalter y, sorprendentemente, Picasso y los expresionistas Emil Nolde y Egon Schiele, ya que este conjunto prosigue su crecimiento en la actualidad. El recibidor está presidido por una gran estatua, Adán, de Jacob Epstein.

## Galería

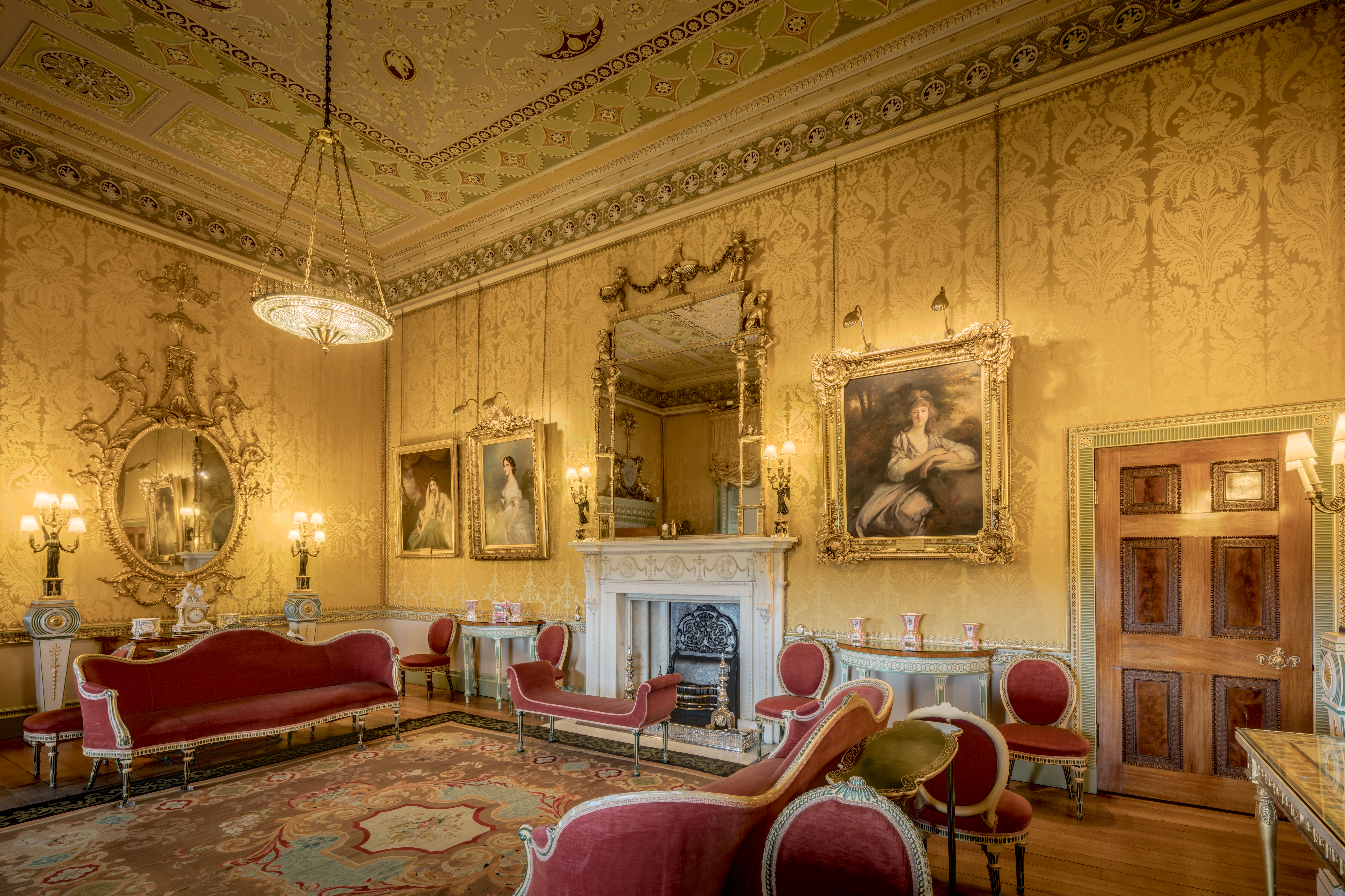
Sala de estar amarilla
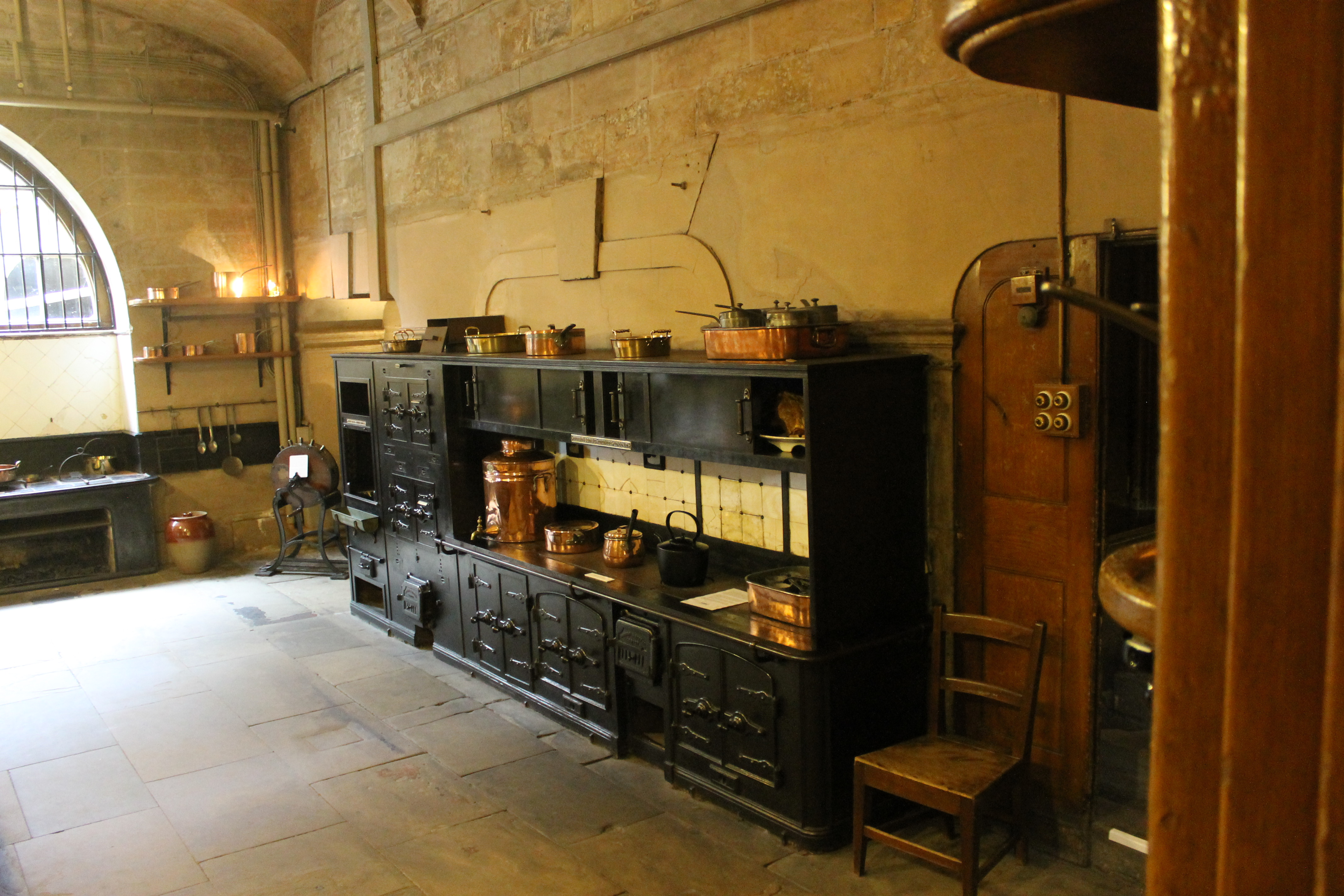
Cocinas
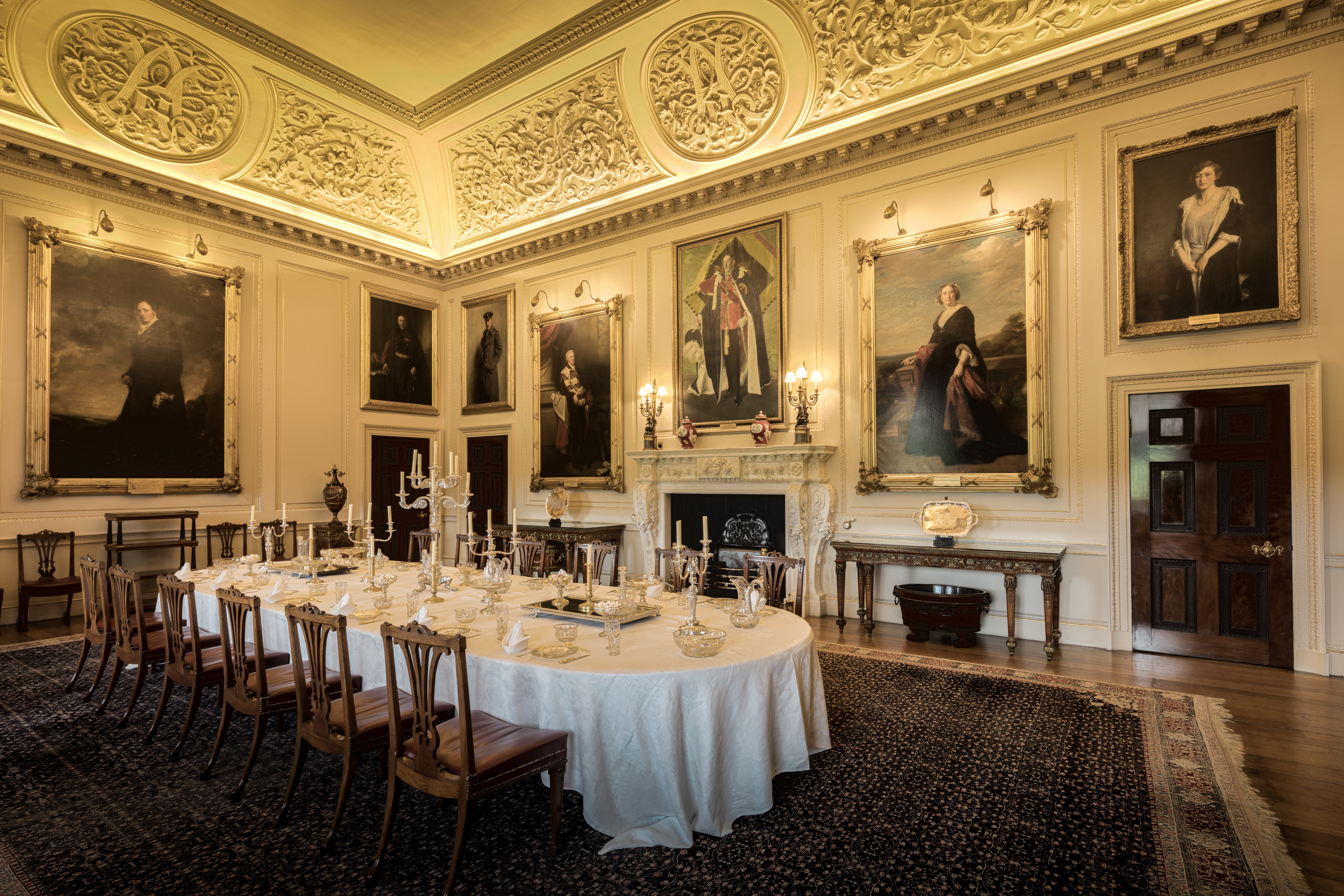
Comedor de gala
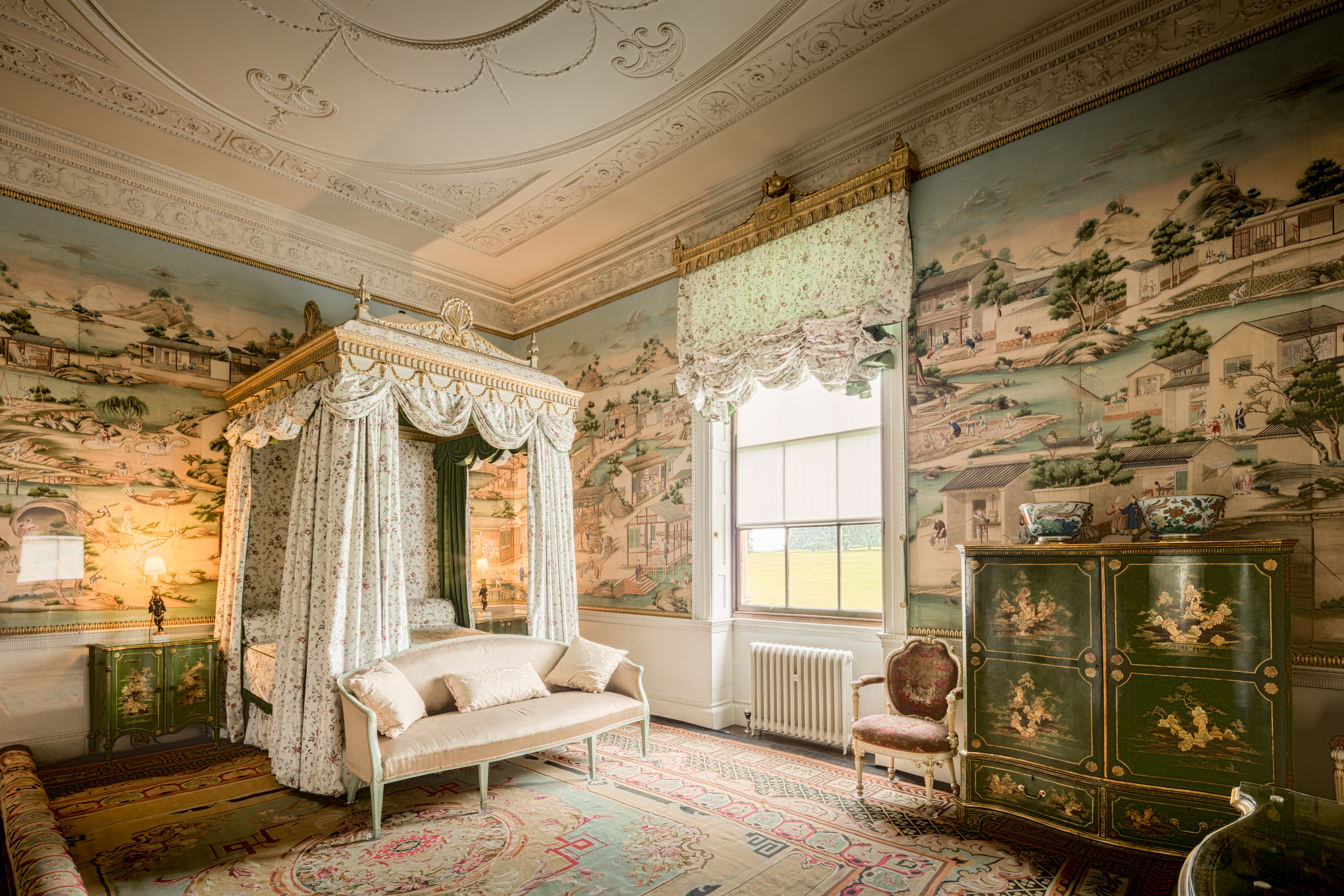
Dormitorio este

## Obras de arte destacadas

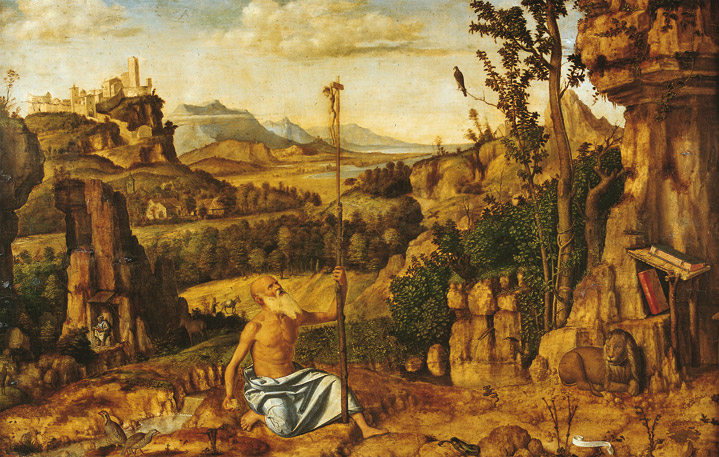
San Jerónimo en el desierto, de Cima da Conegliano
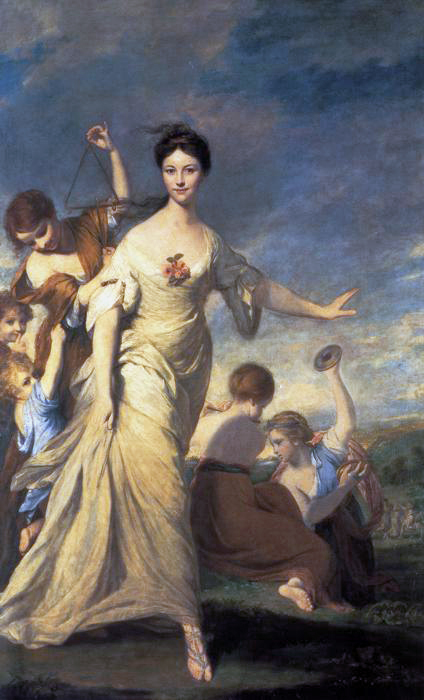
Retrato de Mrs. Hale, de Joshua Reynolds
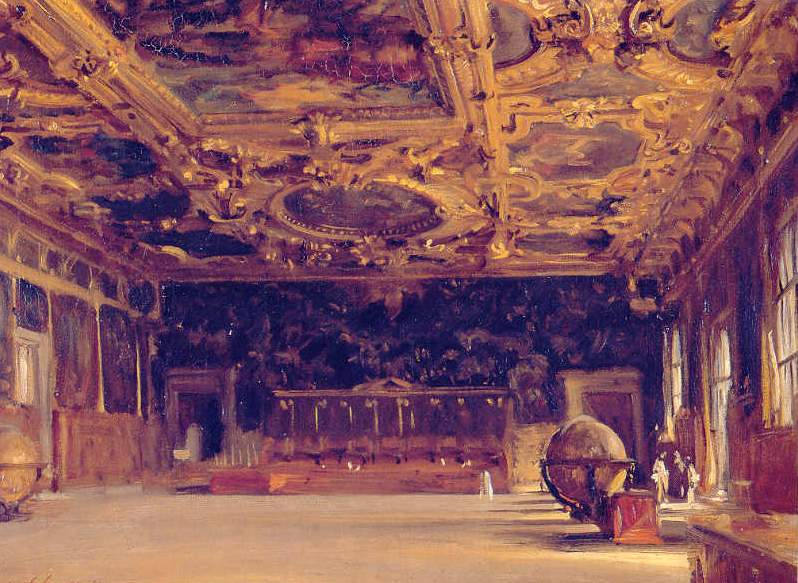
El Palacio de los Dogos en Venecia, de John Singer Sargent
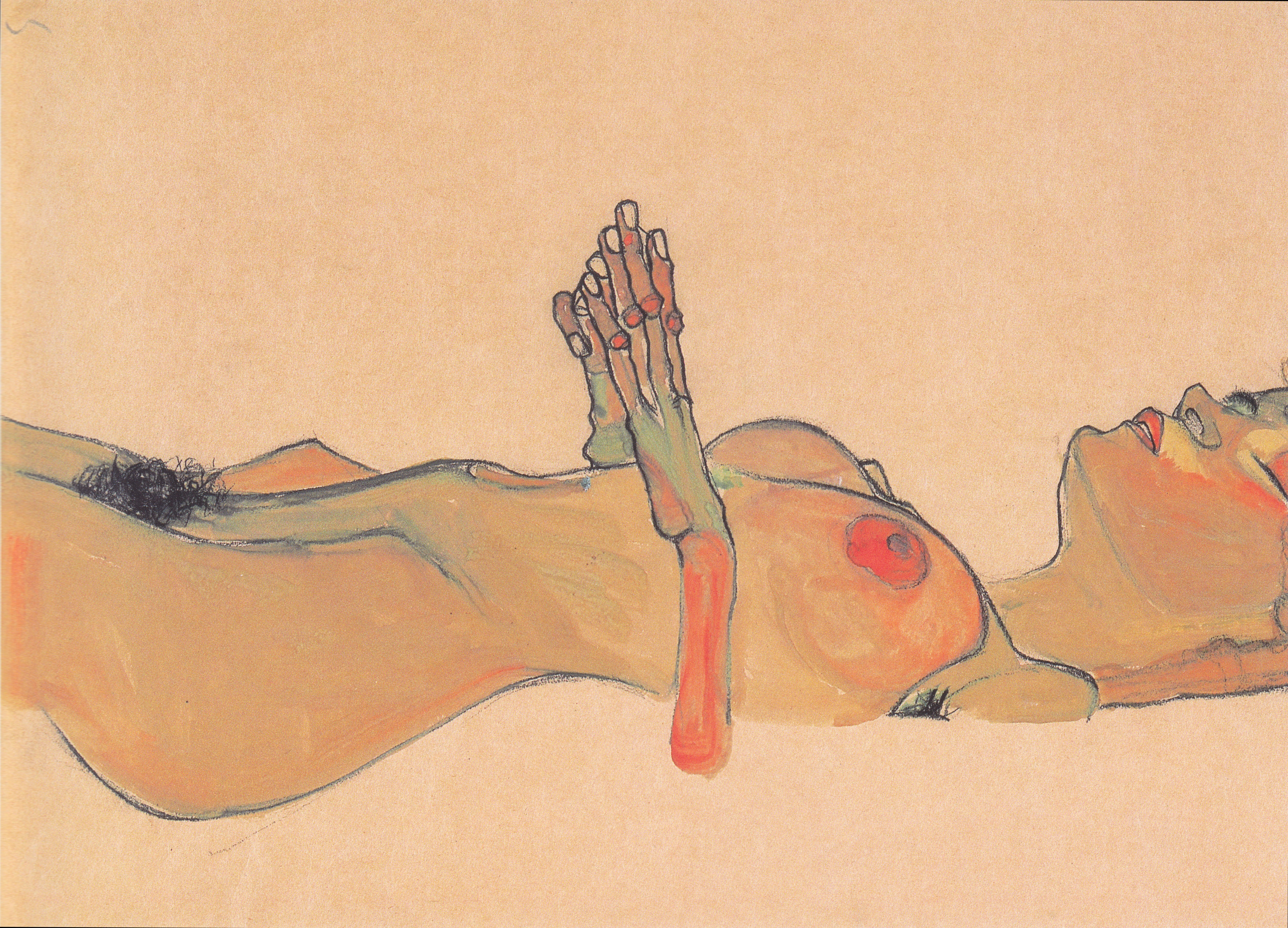
Desnudo femenino, de Schiele